# Ludwig von Gerngros

Ludwig Ritter von Gerngroß, porträtiert im General-Anzeiger (Nbg.) vom 22. Okt. 1902

Ludwig Gerngroß, ab 1902 Ritter von Gerngroß, (geboren am 1. Mai 1839 in Baiersdorf; gestorben am 3. Oktober 1916 in Nürnberg) war ein deutscher Kaufmann und Mäzen.

## Leben

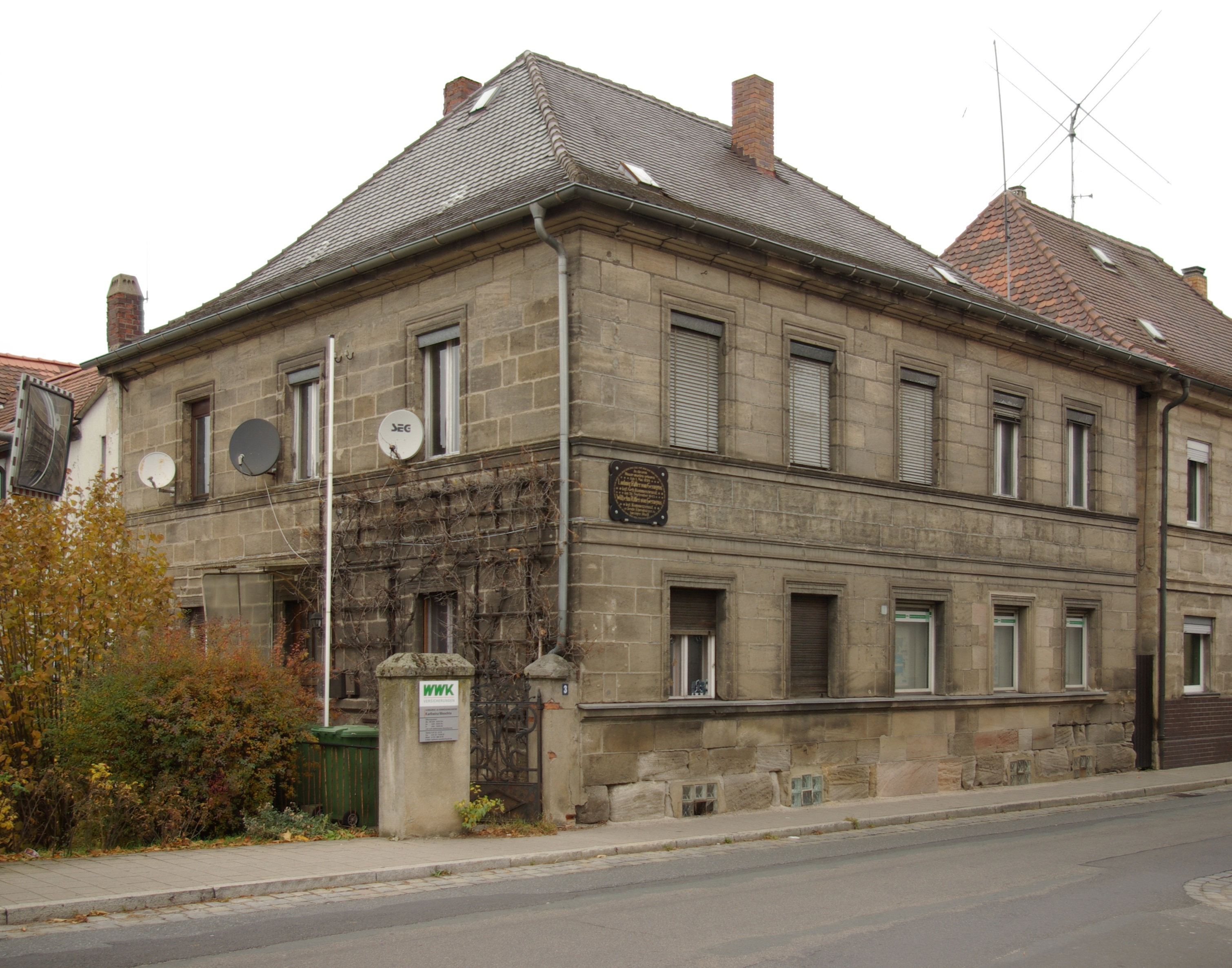
Geburtshaus von Ludwig von Gerngros in Baiersdorf, 2011

Ludwig Gerngros war der Sohn von Clara (geb. Bonté) und Ephraim Hirsch Gerngros (geboren 1803 in Treuchtlingen), der seit 1830 in Baiersdorf ansässig und angesehenes Mitglied der damals großen jüdischen Gemeinde war. Er hatte fünf Geschwister: Theres Gerngros (geboren am 23. Juni 1833 in Baiersdorf, gestorben am 10. Juni 1846, ebenda), Hirsch Gerngros (September 1834, dreiwöchig im Kindbett verstorben), Doreth Gerngros (geboren am 10. November 1835; gestorben: unbekannt), Philipp Wilhelm Gerngros (später nur Wilhelm Ritter von Gerngroß, geboren am 28. September 1843 in Baiersdorf, gestorben am 5. Juni 1925 in Nürnberg) und Sophie Gerngros (geboren am 25. November 1847 in Baiersdorf, gestorben am 8. Dezember 1847 ebenda).
Gerngros besuchte die Handelsschule in Fürth und begann als Handelsreisender für das Unternehmen Mayer Kohn in Nürnberg. Später gründete er mit Moritz Frauenfeld ein eigenes Handelsunternehmen in Nürnberg, das sich (unter seiner Führung bis 1899) vorwiegend dem Hopfenhandel widmete und sich sehr erfolgreich entwickelte. Gerngros heiratete Julie Tuchmann aus Dessau (* 28. Dezember 1845 in Uehlfeld; † 1. April 1923 in Nürnberg), die Ehe blieb kinderlos.
Ritter von Gerngroß starb am 3. Oktober 1916. Die Trauerrede anlässlich des großen Ehrenbegräbnisses hielt der Nürnberger Oberbürgermeister (und spätere Reichswehrminister der Weimarer Republik) Otto Geßler.

## Wirken

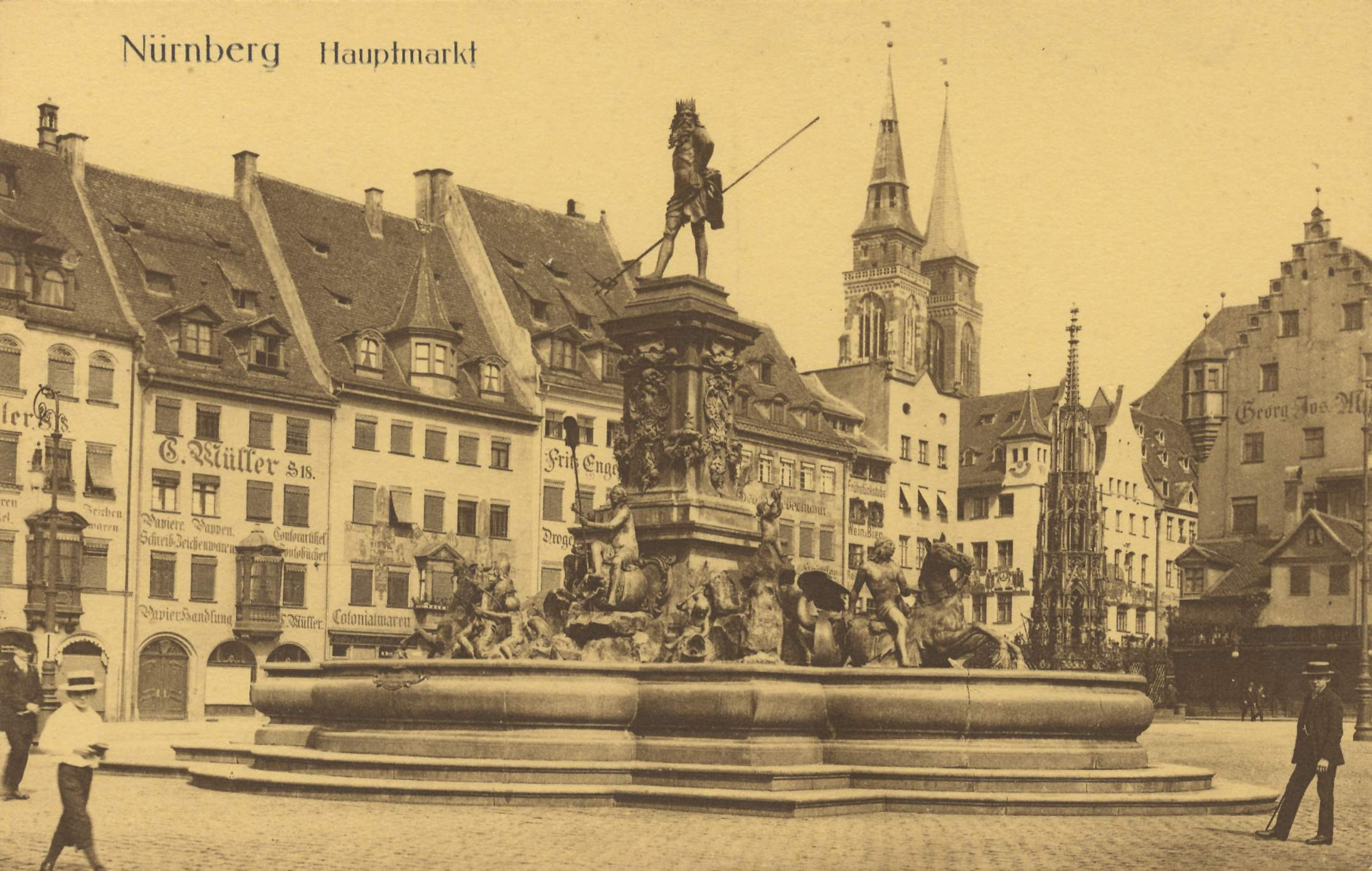
Der Neptunbrunnen an seinem ursprünglichen Standort auf dem Hauptmarkt, um 1905

Gerngros (seit etwa 1898/1900 'Gerngroß' geschrieben) setzte sich in seiner Wahlheimat Nürnberg als Mäzen sehr zur Förderung städtebaulicher und kultureller Projekte ein. Er ist Stifter des Luitpoldhauses der Stadtbibliothek (im Zweiten Weltkrieg teilzerstört und wiederaufgebaut, 2009 von der städtischen Bauverwaltung abgebrochen) und des Zweitgusses des Neptunbrunnens. Er unterstützte mit maßgeblichen Zuwendungen die Errichtung des Denkmals zum 50-jährigen Eisenbahnjubiläum in Deutschland und die Errichtung des Kaiser-Wilhelm-Denkmals am Egidienberg. Ritter von Gerngroß zählt auch zu den Stiftern des Künstlerhauses Nürnberg, welches am 3. Juli 1910 feierlich eingeweiht wurde. Er ermöglichte dem Germanischen Nationalmuseum durch großzügige Zuwendungen verschiedentlich Ankäufe. Gerngros begründete zwei von der Stadt Nürnberg verwaltete gemeinnützige Stiftungen. In seinem Geburtsort Baiersdorf spendete er 1906 das Gebäude der Seligmann'schen Kinderstiftung und legte 1907 die finanzielle Grundlage für die dortige Ambulanz des Roten Kreuzes.
Für seine Verdienste wurde er 1901 für die Auszeichnung mit dem Ritterkreuz des Verdienstordens der Bayerischen Krone nominiert, welches er am 22. Oktober 1902 (am Tage der Aufstellung des Zweitgusses des Neptunbrunnens auf dem Hauptmarkt) erhielt; entsprechend der Ordensstatuten wurde er in den persönlichen Ritterstand erhoben und durfte sich fortan Ritter von Gerngroß nennen.
Von 1908 bis 1916 gehörte Ritter von Gerngroß dem Verwaltungsausschuss des Germanischen Nationalmuseums an.
Am 1. Mai 1909 ließ er eine Stiftung für Beamte und Bedienstete der Stadt Nürnberg (von deren Leistungen dann im und nach dem "Dritten Reich" auch Personen profitierten, die an der Herabwürdigung Gerngroß’ in den Jahren nach 1933 aktiv beteiligt waren) errichten. Nach seinem Tod führten seine Witwe Julie und sein Bruder Wilhelm (Philipp) Ritter von Gerngroß das mäzenatische Wirken fort.
Ludwig Ritter von Gerngroß gehörte seit etwa 1890 bis zu seinem Tod 1916 der Morgengesellschaft, einem Gesprächskreis liberal gesinnter mäzenatischer Großbürger an, der sich von 1830 bis 1931 im Gasthaus Lutzgarten in Großreuth hinter der Veste traf.

## Schmähung in der nationalsozialistischen Zeit
Ritter von Gerngroß wurde von den Nationalsozialisten in Nürnberg wegen seiner jüdischen Abstammung posthum verhöhnt (Kinderspottvers "kleiner Ritter, gerne groß ..."), seine Stiftungen herabgewürdigt, weil "das Geld, mit dem es der Jud bezahlte ist dem deutschen Volk herausgewuchert worden", so Julius Streicher NSDAP-Gauleiter von Franken. Insbesondere für Streicher stellte der in der Erinnerung der Bevölkerung auch Jahre nach seinem Tod hochangesehene Wohltäter von Gerngroß offenbar ein Problem dar, weil er nämlich mit seiner Lebensgeschichte das evidente Gegenteil der von ihm in seinem antisemitischen Hetzblatt 'Der Stürmer' verbreiteten Stereotype des wucherischen und habgierigen Juden verkörperte. Daraus erklärt sich die Vehemenz, mit der Streicher den verstorbenen von Gerngroß herabwürdigte.
Der den Reichsparteitagsaufmärschen im Wege stehende Neptunbrunnen (seit 1933 despektierlich als "Judenbrunnen" bezeichnet), von dem die Stiftertafel mit dem Namen Gerngroß auf Geheiß des Gauleiters Streicher bereits am 30. Juni 1933 entfernt worden war, wurde 1934 abgebrochen und 1937 vor dem Gauhaus am Schlageterplatz aufgestellt. Er wurde auch nach dem Ende der nationalsozialistischen Gewaltherrschaft 1945 nicht mehr auf dem Hauptmarkt wiederaufgebaut, sondern 1962 in den Stadtpark verbracht. Die Stiftungsauflage von Ludwig Gerngroß, die ausdrücklich den Standort Hauptmarkt zur Bedingung der Schenkung machte, wird von der Stadt Nürnberg bis heute missachtet.

## Ehrungen

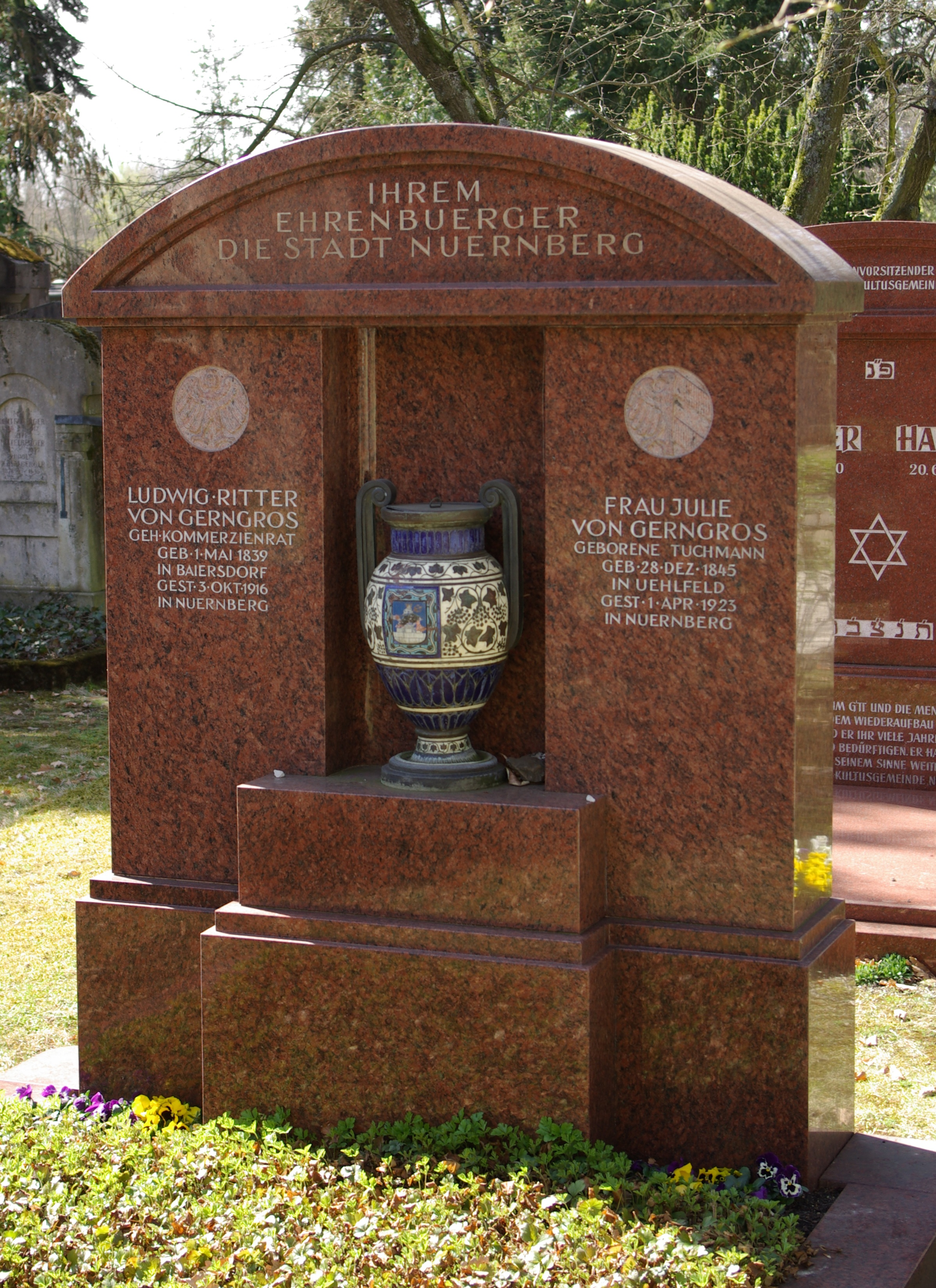
Grab von Ludwig von Gerngros auf dem Neuen Jüdischen Friedhof in Nürnberg, 2011

- 30. Juli 1901: Ehrenbürgerschaft der Stadt Nürnberg
- 22. Oktober 1902: Ritterkreuz des Verdienstordens der Bayerischen Krone und Erhebung in den persönlichen Adel als Ritter von Gerngroß
- 1909: Goldene Bürgermedaille der Stadt Nürnberg
- 1923: erstmalige Benennung einer Straße im Nürnberger Stadtteil Gibitzenhof, sie wurde 1934 von der NS-Stadtverwaltung in "Langobardenstraße" (bis heute fortdauernd) umbenannt
- 1955: Benennung einer kleineren Anliegerstraße im Nürnberger Stadtteil Großreuth h.d.V.
- Ehrenbürger der Stadt Baiersdorf